# Westone (guitares)
Pour l’article homonyme, voir Westone.
Westone est un fabricant de guitares et de guitares basses créé au milieu des années 1970.
La majorité des guitares Westone furent fabriquées dans les années 80 par l'usine Matsumoku au Japon. La firme américaine Saint Louis Music était responsable de l'exportation à destination des marchés américains et européens. À partir de 1988, la production fut relocalisée en Corée. La marque disparut en 1991, remplacée par Alvarez Guitars.
Initialement conçues comme des modèles bon marché, la qualité de fabrication et les innovations apportées en termes de design et de choix de composants n'ont cessé de progresser jusqu'au milieu des années 80, faisant aujourd'hui de certaines références, telles que la Westone Pantera Deluxe, des collectors.

## Séries
- Challenger, Superstrat, produite en 1989 en Corée par SLM.
- Clipper, de type Telecaster, produite entre 1986 et 1988, au Japon ou en Corée selon les modèles.
- Concord, design original, produite entre 1982 et 1984 au Japon par Matsumoku.
- Corsair, Superstrat, produite entre 1987 et 1990, au Japon ou en Corée selon les modèles.
- Dimension, Superstrat, produite en 1989 en Corée par SLM.
- Dimension IV (X4), d'après le design Dean ML, produite entre 1985 et 1986 au Japon par Matsumoku.
- Dynasty (XV2), design original, produite entre 1984 et 1986 au Japon par Matsumoku.
- Genesis I & II, Superstrat, produite en 1987 et 1988.
- King II, d'après une Gibson L5, produite en 1985 au Japon par Matsumoku.
- Leader, design original, produite au Japon, commercialisée en 1983.
- Monark (X5), design original, produite entre 1985 et 1986 au Japon par Matsumoku.
- Paduak I & II, design original, produite entre 1981 et 1983 au Japon par Matsumoku.
- Pantera, forme originale proche d'une Superstrat, produite en 1986 et 1988 au Japon puis en 1990 en Corée.
- Prestige, forme originale double-cutaway. Fabriqué au Japon entre 1982 et 1988.
- Raider I & II, forme originale, produite entre 1983 et 1984 au Japon par Matsumoku.
- Rail, guitare headless prototype japonais.
- Rainbow I & II, guitare demi-caisse dans le style Gibson ES-335, produite entre 1981 et 1988 au Japon par Matsumoku.
- Session II, guitare demi-caisse dans le style Gibson ES-175, produite entre 1983 et 1988 au Japon par Matsumoku.
- Spectrum, forme originale, le modèle le plus produit par la marque. Fabriqué dans de nombreuses références et sous de nombreuses références commerciales entre 1984 et 1987 au Japon, puis entre 1989 et 1990 en Corée.
- Thunder, forme originale proche de la Spectrum, produite au Japon entre 1981 et 1987 (tous les modèles sauf Thunder II version 4 produite en Corée en 1988). Modèle répandu.
- Terminator, version coréenne de la Dimension IV produite en 1987.
- Villain, Supertrat coréenne produite en 1990.
- X70, design original, Matsumoku 1986.

## Musiciens célèbres utilisateurs de Westone
Parmi les musiciens célèbres ayant utilisés les guitares et basses Westone : 
- Trevor Rabin (Rabbitt et Yes)
- Tim Smith (Cardiacs)
- Ian Masters (Pale Saints)
- Leslie West (Mountain)
- Kirk Pengilly (INXS)
- Justin Broadrick (Napalm Death et Godflesh)
- Isaac Brock (Modest Mouse)
- Gabriel Saloman (Yellow Swans)
- Dave Brock (Hawkwind).